# Mary Jeffries
Mary Frances Jeffries (1819 - 1891) fue una destacada madam y proxeneta en los bajos fondos de Londres a finales del siglo XIX. 
Jeffries nació en 1819 en Brompton, Kent, Inglaterra.
Durante la década de 1870, dirigió uno de los pocos burdeles en el Londres de la época victoriana que atendía exclusivamente a muchos de la élite de la ciudad incluyendo prominentes empresarios y políticos, incluido al menos un miembro de la Cámara de los Lores y un oficial de la Guardia titulado así como aristócratas como Leopoldo II. En sus burdeles de lujo también se atendía a clientes con "deseos inusuales" como sadomasoquismo y pedofilia, por lo que estuvo también implicada en esclavitud sexual (entonces conocida como "esclavitud blanca") y prostitución infantil, a menudo organizando el secuestro de niños en estaciones ferroviarias mediante la treta de ofrecerse a vigilarlos mientras los padres iban a recoger el equipaje o comprar el billete de tren.
Entre sus burdeles en Church Street y Kensington así como una casa de  flagelación en Hampstead, incluyó un "cuarto de los horrores" en Gray's Inn Road donde se diseñó una habitación para propósitos sadomasoquistas como lo describió el periodista William Thomas Stead en una serie de artículos para el Pall Mall Gazette exponiendo la prostitución en la ciudad durante el caso de Eliza Armstrong. Aunque nunca se pudo demostrar, podría haber operado una casa de esclavas blancas a lo largo del río cerca de Kew, donde jóvenes secuestradas y narcotizadas eran contrabandeadas a países extranjeros (véase esclavitud sexual y trata de personas).
En 1884, el Comité de Londres de Alfred Dyer obtuvo evidencia de un burdel de lujo en Chelsea operado por Jeffries. Una investigación realizada por un ex-inspector de policía, que había dimitido de la Policía Metropolitana cuando altos funcionarios se negaron a enjuiciarla, había estado acumulando pruebas contra Jeffries durante el año hasta que la Comisión de Londres comenzó una acusación particular en marzo de 1885.
A pesar de que no fue capaz de acusar a Jeffries de ningún delito grave aparte mantener una "casa desordenada" (antiguo eufemismo británico para referirse a un burdel), la Comisión esperaba mucha publicidad para el caso cuando presentó sus pruebas. Por ejemplo, una ex sirvienta testificó que presenció una agresión a una niña de 13 años que había sido azotada con un cinturón y violada por un cliente.
Jeffries, que compareció ante el tribunal el 5 de mayo, acompañada por varios oficiales del ejército adinerados, pagó una multa de 200 libras después de acordar con el tribunal declararse culpable para que las pruebas en su contra permanecieran sin revelar. Cuando salió del juzgado, sus jóvenes acompañantes formaron una guardia de honor a su alrededor.